# Gmina Lincoln (hrabstwo Cass)

Położenie Gminy Lincoln w hrabstwie Cass

Gmina Lincoln (ang. Lincoln Township) – gmina w USA, w stanie Iowa, w hrabstwie Cass. Według danych z 2000 roku gmina miała 185 mieszkańców.